# Archibald E. Spriggs
Archibald Everett Spriggs (* 2. Dezember 1865; † 18. Juli 1921) war ein US-amerikanischer Politiker. Zwischen 1897 und 1901 war er Vizegouverneur des Bundesstaates Montana.

## Werdegang
Die Quellenlage über Archibald Spriggs ist sehr schlecht. Sicher ist nur, dass er zumindest zeitweise in Helena lebte und der Demokratischen Partei angehörte. 1896 wurde er an der Seite von Robert Burns Smith zum Vizegouverneur von Montana gewählt. Dieses Amt bekleidete er zwischen 1897 und 1901. Dabei war er Stellvertreter des Gouverneurs und Vorsitzender des Staatssenats. Diese Funktion übte jeder Vizegouverneur von Montana zwischen 1889 und 1972 aus; danach wurden die beiden Ämter getrennt. Im Jahr 1920 nahm er als Delegierter an der Democratic National Convention in San Francisco teil. Er starb am 18. Juli 1921.